# Lorn Macdonald
Lorn Macdonald (* 10. September 1992 in Kirkcaldy) ist ein britischer Schauspieler.

## Frühes Leben
Macdonald wurde 1992 im schottischen Kirkcaldy geboren. Sein Vater war dort Pfarrer für die Church of Scotland; seine Mutter ist Lesley Orr, Historikerin für Feminismus, und sein älterer Bruder Redenschreiber für Lokalpolitiker. Als er fünf Jahre alt war, zog die Familie nach Edinburgh, wo MacDonald von 12 bis 16 Mitglied des Lyceum-Jugendtheaters war und auf die Broughton High School ging. Mit 14 Jahren wurde er für einen geplanten Film Alfonso Cuarons besetzt, der nicht umgesetzt wurde, erhielt aber darauf durch die Castingdirektorin eine Agentin in London. Mit 20 Jahren kam er an das Royal Conservatoire of Scotland in Glasgow.

## Karriere
Nach seinem Abschluss 2015 erhielt Macdonald erste Theaterrollen am Glasgower Citizen’s Theatre in This Restless House, einer Umarbeitung der Orestie, als Orestes und in Trainspotting als Hauptfigur und Erzähler Renton, die seinen Durchbruch bedeutete. Seine Spezialität wurden „intensive, emotional gespannte, junge Schotten aus der Arbeiterklasse,“ wozu auch 2018 sein Auftritt am Traverse Theatre in Mouthpiece von Kieran Hurley als der Antagonist Declan gehörte. In einer weiteren Zusammenarbeit mit Hurley verkörperte er eine der zwei Hauptrollen in seinem Spielfilmdebüt Beats, einer Adaption des gleichnamigen Stücks Hurleys von 2012. Macdonald erhielt für den Film einen schottischen BAFTA. Danach wandte er sich erneut Mouthpiece zu, indem er als Teil des digitalen Programms des Traverse Theatres während der COVID-19-Pandemie den Kurzfilm Declan aus der Perspektive seiner Rolle drehte. Nach der Pandemie spielte er am Lyceum-Theater in Das Leben ist ein Traum als Segismundo, wofür er von Kritikern gelobt und ausgezeichnet wurde. 2022 spielte er den Ermittler Utterson in einer Adaption von Der seltsame Fall des Dr. Jekyll und Mr. Hyde, die als Hybrid-Performance auf der Bühne stattfand und zugleich in Kinos übertragen wurde.

## Theaterauftritte
- 2016: This Restless House (Citizen’s Theatre, Glasgow)
- 2016: Trainspotting (Citizen’s Theatre, Glasgow)
- 2018: Mouthpiece (Traverse Theatre, Edinburgh; Soho Theatre, London)
- 2019: Miss Julie (Perth Theatre)
- 2020: Declan (Traverse Theatre Online)
- 2021: Life is a Dream (Lyceum Theatre, Edinburgh)
- 2022: The Strange Case of Dr. Jekyll and Mr. Hyde (Leith Theatre, Edinburgh; mit Kino-Übertragung)

## Filmografie
- 2011: Neverland – Reise in das Land der Abenteuer (Neverland)
- 2015: World’s End (Fernsehserie, 31 Episoden)
- 2017: Outlander (Fernsehserie, 1 Episode)
- 2019: Beats
- 2019: Mord auf Shetland (Shetland, Fernsehserie, 6 Episoden)
- 2020: Deadwater Fell (Fernsehserie, 4 Episoden)
- seit 2020: Bridgerton (Fernsehserie)
- 2022: The Strange Case of Dr Jekyll and Mr Hyde
- 2022: The Lazarus Project (Fernsehserie, 8 Episoden)
- 2022: Stunners (Fernsehserie, 1 Episode)
- 2024: Tummy Monster
- 2024: Dinosaur (Fernsehserie, 6 Episoden)

## Auszeichnungen und Nominierungen
Film/Fernsehen
- 2019 BAFTA Scotland Awards: Auszeichnung als Bester Schauspieler in Beats
- 2019 British Independent Film Awards: Nominierung als Vielversprechendster Newcomer in Beats
- 2024 BAFTA Scotland Awards: Nominierung als Bester Filmschauspieler für The Strange Case of Dr Jekyll and Mr Hyde

Theater
- 2019 Off West End Theatre Awards: Nominierung als Bester Schauspieler in Mouthpiece
- 2020/2021 Ian Charleson Award: Drittplatzierter für Das Leben ist ein Traum
- 2022 Critics’ Awards for Theatre in Scotland: Auszeichnung als Beste männliche Darstellung in Das Leben ist ein Traum